# Lindenstruth
Lindenstruth ist ein Ortsteil der Gemeinde Reiskirchen im mittelhessischen Landkreis Gießen. Der Ort liegt östlich des Hauptortes an der Wieseck in Oberhessen. Durch den Ort verläuft die Bundesstraße 49.

## Ortsgeschichte

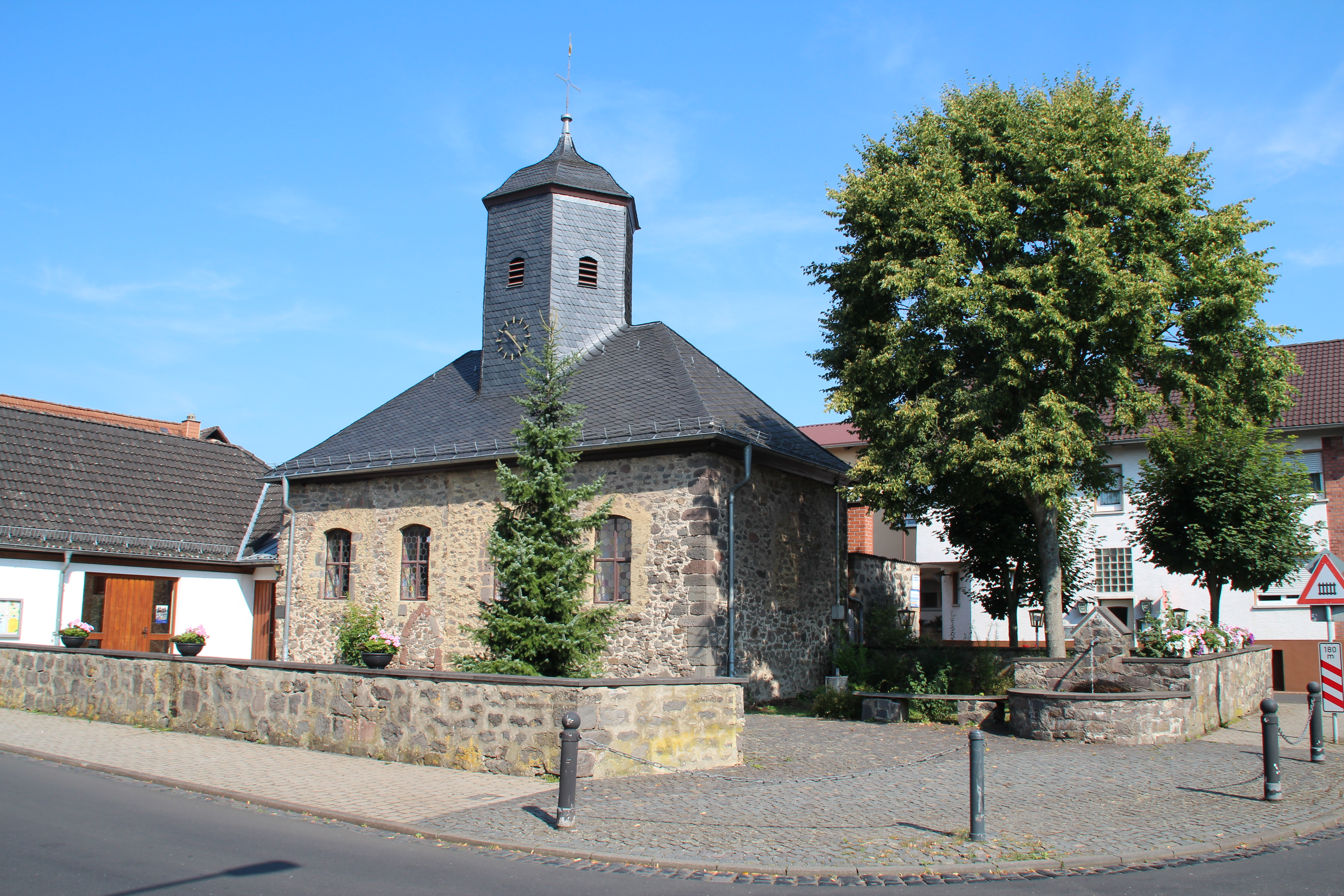
Evangelische Kirche Lindenstruth

### Vor- und Frühgeschichte
Besiedlungsspuren in der Gemarkung gibt es bereits aus der Zeit zwischen 1200 und 800 v. Chr.

### Mittelalter
Die urkundliche Erwähnung von Lindenstruth erfolgte 1243. Zu diesem Zeitpunkt wurde ein Vertreter des Ortsadels Folbertus de Lindenstrud genannt. Aus derselben Familie stammt „Guntramus de Lindestrut“. Dieser urkundliche Beleg wurde im Jahre 1286 verfasst. Im gleichen Jahr erscheint „Guntramus de Lindinstrod“ als „cives in Grunenberg“ (Bürger in Grünberg).
1311 werden „... bona nostra sita in Lindenstrut ...“ (unsere Güter gelegen in Lindenstruth) erwähnt. 1438 erscheinen „... die dorffer Luter und Lyndenstrud“ in einer anderen Urkunde.
Das Bestimmungswort Linde, ahd. linta, mhd. linde, kann auch adjektivisch als „aus Linden bestehend“ erklärt werden. Das Grundwort ist ahd. und mhd. strout und bedeutet „Sumpfland, Buschland.“
Die Evangelische Kirche Lindenstruth wurde um 1370 als gotische Saalkirche erbaut und erhielt im Jahr 1741 ihre maßgebliche Gestalt. Die Innenausstattung wurde Ende der 1950er Jahre erneuert.

### Neuzeit
Die Statistisch-topographisch-historische Beschreibung des Großherzogthums Hessen berichtet 1830 über Lindenstruth:

„Lindenstruth (L. Bez. Grünberg) evangel. Filialdorf; liegt an der Chaussee von Giessen nach Alsfeld, 2 St. von Grünberg, hat 1 Kirche, 51 Häuser und 291 Einwohner, die evangelisch sind, und unter welchen sich 41 Bauern und 3 Taglöhner befinden. – Strut heißt das Gebüsch, wovon der Ort ohne Zweifel seinen Namen hat. Ein Altenstrudt lag in der Nähe, ist aber ausgegangen.“

Hessische Gebietsreform (1970–1977)
Zum 1. Januar 1977 wurde im Zuge der Gebietsreform in Hessen die bis dahin selbstständige Gemeinde Lindenstruth durch das Gesetz zur Neugliederung des Dillkreises, der Landkreise Gießen und Wetzlar und der Stadt Gießen in die Gemeinde Reiskirchen eingegliedert. Für Lindenstruth wurde wie für die übrigen Ortsteile Reiskirchens ein Ortsbezirk mit Ortsbeirat und Ortsvorsteher eingerichtet.

### Verwaltungsgeschichte im Überblick
Die folgende Liste zeigt die Staaten und Verwaltungseinheiten, denen Lindenstruth angehört(e):
- 1391 und später: Heiliges Römisches Reich, Landgrafschaft Hessen, Landgericht Grünberg (einzelne Güter unterstehen der Vogtei Winnerod)
- ab 1567: Heiliges Römisches Reich, Landgrafschaft Hessen-Marburg, Amt Grünberg[14]
- 1604–1648: Heiliges Römisches Reich, strittig zwischen Landgrafschaft Hessen-Darmstadt und Landgrafschaft Hessen-Kassel (Hessenkrieg)
- ab 1604: Heiliges Römisches Reich, Landgrafschaft Hessen-Darmstadt, Oberfürstentum Hessen, Amt Grünberg,[15][16]
- ab 1806: Großherzogtum Hessen,[Anm. 2] Fürstentum Oberhessen, Amt Grünberg[17][18]
- ab 1815: Großherzogtum Hessen, Provinz Oberhessen, Amt Grünberg[19]
- ab 1821: Großherzogtum Hessen, Provinz Oberhessen, Landratsbezirk Grünberg[Anm. 3]
- ab 1832: Großherzogtum Hessen, Provinz Oberhessen, Kreis Grünberg
- ab 1848: Großherzogtum Hessen, Regierungsbezirk Gießen
- ab 1852: Großherzogtum Hessen, Provinz Oberhessen, Kreis Grünberg
- ab 1867: Norddeutscher Bund,[Anm. 4] Provinz Oberhessen, Kreis Grünberg
- ab 1871: Deutsches Reich, Großherzogtum Hessen, Provinz Oberhessen, Kreis Grünberg
- ab 1874: Deutsches Reich, Großherzogtum Hessen, Provinz Oberhessen, Kreis Gießen
- ab 1918: Deutsches Reich (Weimarer Republik), Volksstaat Hessen, Provinz Oberhessen, Kreis Gießen
- ab 1938: Deutsches Reich, Volksstaat Hessen, Landkreis Gießen[20][Anm. 5]
- ab 1945: Amerikanische Besatzungszone[Anm. 6], Groß-Hessen, Regierungsbezirk Darmstadt, Landkreis Gießen
- ab 1946: Amerikanische Besatzungszone, Hessen, Regierungsbezirk Darmstadt, Landkreis Gießen
- ab 1949: Bundesrepublik Deutschland, Hessen, Regierungsbezirk Darmstadt, Landkreis Gießen
- ab 1977: Bundesrepublik Deutschland, Hessen, Regierungsbezirk Darmstadt, Lahn-Dill-Kreis, Gemeinde Reiskirchen
- ab 1979: Bundesrepublik Deutschland, Hessen, Regierungsbezirk Darmstadt, Landkreis Gießen, Gemeinde Reiskirchen
- ab 1981: Bundesrepublik Deutschland, Hessen, Regierungsbezirk Gießen, Landkreis Gießen, Gemeinde Reiskirchen

### Recht

#### Materielles Recht
In Lindenstruth galt der Stadt- und Amtsbrauch von Grünberg als Partikularrecht. Das Gemeine Recht galt nur, soweit der Amtsbrauch keine Bestimmungen enthielt. Dieses Sonderrecht alten Herkommens behielt seine Geltung auch während der Zugehörigkeit zum Großherzogtum Hessen im 19. Jahrhundert, bis es zum 1. Januar 1900 von dem einheitlich im ganzen Deutschen Reich geltenden Bürgerlichen Gesetzbuch abgelöst wurde.

#### Gerichtsverfassung seit 1803
In der Landgrafschaft Hessen-Darmstadt wurde mit Ausführungsverordnung vom 9. Dezember 1803 das Gerichtswesen neu organisiert. Für die Provinz Oberhessen wurde das „Hofgericht Gießen“ als Gericht der zweiten Instanz eingerichtet. Die Rechtsprechung der ersten Instanz wurde durch die Ämter bzw. Standesherren vorgenommen und somit war für Lindenstruth das „Amt Grünberg“ zuständig. Im Großherzogtum Hessen wurden die Aufgaben der ersten Instanz 1821 im Rahmen der Trennung von Rechtsprechung und Verwaltung auf die neu geschaffenen Landgerichte übertragen. „Landgericht Grünberg“ war daher von 1821 bis 1879 die Bezeichnung für das erstinstanzliche Gericht, das für Lindenstruth zuständig war.
Anlässlich der Einführung des Gerichtsverfassungsgesetzes mit Wirkung vom 1. Oktober 1879, infolge derer die bisherigen großherzoglich hessischen Landgerichte durch Amtsgerichte an gleicher Stelle ersetzt wurden, während die neu geschaffenen Landgerichte nun als Obergerichte fungierten, kam es zur Umbenennung in „Amtsgericht Grünberg“ und Zuteilung zum Bezirk des Landgerichts Gießen. Am 1. Juli 1968 erfolgte die Auflösung des Amtsgerichts Grünberg, wobei Lindenstruth dem Amtsgericht Gießen zugelegt wurde.

## Bevölkerung

### Einwohnerstruktur 2011
Nach den Erhebungen des Zensus 2011 lebten am Stichtag dem 9. Mai 2011 in Lindenstruth 936 Einwohner. Darunter waren 30 (3,2 %) Ausländer.
Nach dem Lebensalter waren 171 Einwohner unter 18 Jahren, 369 zwischen 18 und 49, 240 zwischen 50 und 64 und 153 Einwohner waren älter. Die Einwohner lebten in 363 Haushalten. Davon waren 102 Singlehaushalte, 108 Paare ohne Kinder und 105 Paare mit Kindern, sowie 39 Alleinerziehende und 9 Wohngemeinschaften. In 57 Haushalten lebten ausschließlich Senioren und in 264 Haushaltungen lebten keine Senioren.

### Einwohnerentwicklung
| Quelle: Historisches Ortslexikon |                                                                                  |
| • 1577:                          | 017 Hausgesesse                                                                  |
| • 1630:                          | 008 zweispännige, 5 einspännige Ackerleute, 2 Einläuftige                        |
| • 1669:                          | 081 Seelen                                                                       |
| • 1742:                          | 001 Geistlicher/Beamter, 47 Untertanen, 8 junge Mannschaften, kein Beisasse/Jude |
| • 1791:                          | 220 Einwohner                                                                    |
| • 1800:                          | 233 Einwohner                                                                    |
| • 1806:                          | 265 Einwohner, 46 Häuser                                                         |
| • 1829:                          | 291 Einwohner, 51 Häuser                                                         |
| • 1867:                          | 291 Einwohner, 54 bewohnte Gebäude                                               |
| • 1875:                          | 332 Einwohner, 64 bewohnte Gebäude                                               |

| Lindenstruth: Einwohnerzahlen von 1791 bis 2019 | Lindenstruth: Einwohnerzahlen von 1791 bis 2019 | Lindenstruth: Einwohnerzahlen von 1791 bis 2019 | Lindenstruth: Einwohnerzahlen von 1791 bis 2019 | Lindenstruth: Einwohnerzahlen von 1791 bis 2019 |
| --- | ----------------------------------------------- | ----------------------------------------------- | ----------------------------------------------- | ----------------------------------------------- |
| Jahr |                                                 |                                                 |                                                 | Einwohner                                       |
| 1791 | 1791                                            |                                                 | 220                                             | 220                                             |
| 1800 | 1800                                            |                                                 | 233                                             | 233                                             |
| 1806 | 1806                                            |                                                 | 265                                             | 265                                             |
| 1834 | 1834                                            |                                                 | 345                                             | 345                                             |
| 1840 | 1840                                            |                                                 | 333                                             | 333                                             |
| 1846 | 1846                                            |                                                 | 357                                             | 357                                             |
| 1852 | 1852                                            |                                                 | 330                                             | 330                                             |
| 1858 | 1858                                            |                                                 | 362                                             | 362                                             |
| 1864 | 1864                                            |                                                 | 363                                             | 363                                             |
| 1871 | 1871                                            |                                                 | 324                                             | 324                                             |
| 1875 | 1875                                            |                                                 | 332                                             | 332                                             |
| 1885 | 1885                                            |                                                 | 286                                             | 286                                             |
| 1895 | 1895                                            |                                                 | 335                                             | 335                                             |
| 1905 | 1905                                            |                                                 | 357                                             | 357                                             |
| 1910 | 1910                                            |                                                 | 350                                             | 350                                             |
| 1925 | 1925                                            |                                                 | 347                                             | 347                                             |
| 1939 | 1939                                            |                                                 | 351                                             | 351                                             |
| 1946 | 1946                                            |                                                 | 463                                             | 463                                             |
| 1950 | 1950                                            |                                                 | 473                                             | 473                                             |
| 1956 | 1956                                            |                                                 | 434                                             | 434                                             |
| 1961 | 1961                                            |                                                 | 445                                             | 445                                             |
| 1967 | 1967                                            |                                                 | 509                                             | 509                                             |
| 1980 | 1980                                            |                                                 | ?                                               | ?                                               |
| 1990 | 1990                                            |                                                 | ?                                               | ?                                               |
| 2004 | 2004                                            |                                                 | 1.024                                           | 1.024                                           |
| 2011 | 2011                                            |                                                 | 936                                             | 936                                             |
| 2012 | 2012                                            |                                                 | 970                                             | 970                                             |
| 2015 | 2015                                            |                                                 | 1.014                                           | 1.014                                           |
| 2019 | 2019                                            |                                                 | 945                                             | 945                                             |
| Datenquelle: Historisches Gemeindeverzeichnis für Hessen: Die Bevölkerung der Gemeinden 1834 bis 1967. Wiesbaden: Hessisches Statistisches Landesamt, 1968. Weitere Quellen: LAGIS; nach 1980: Gemeinde Reiskirchen (HW+NW-Sitze) im Haushaltsplan Vorbericht; Zensus 2011 |                                                 |                                                 |                                                 |                                                 |

### Historische Religionszugehörigkeit
| • 1830: | 291 evangelische (= 100 %) Einwohner                                |
| • 1961: | 356 evangelische (= 80,00 %), 67 katholischer (= 15,06 %) Einwohner |

### Historische Erwerbstätigkeit
| • 1961: | Erwerbspersonen: 93 Land- und Forstwirtschaft, 92 Produzierendes Gewerbe, 26 Handel, Verkehr und Nachrichtenübermittlung, 29 Dienstleistungen und Sonstiges. |

## Infrastruktur
Seit dem 15. März 1955 sorgt die Freiwillige Feuerwehr Lindenstruth (seit 1972 mit Jugendfeuerwehr) für den abwehrenden Brandschutz und die allgemeine Hilfe in diesem Ort.
Im Ort bestehen das Bürgerhaus „Wieseckhalle“ in der Alsfelder Straße, die Kindertagesstätte „Sternschnuppe“, der Sportplatz, ein Jugendraum, Kinderspielplätze sowie Rad- und Wanderwege.